# ساكي ياناسي
ساكي ياناسي (باليابانية: 柳瀬早紀) عارضة إغراء يابانية، ولدت يوم 23 نيسان 1988 في محافظة تشيبا.